# Cos de Policia d'Andorra
La Policia d'Andorra és la policia nacional del Principat d'Andorra i, exerceix, en tot el territori estatal, les competències que l'ordenament jurídic andorrà li atribueix.
Disposa de 300 efectius i el seu despatx central està situat a Escaldes-Engordany. Aquest edifici, obert al públic l'any 1998, amb una superfície total construïda de 16.000 m², és també la seu del Ministeri d'Interior, del Servei d'Immigració, del Servei d'Ocupació i del Servei d'Inspecció de Treball del Departament de Treball.
Segons el Travel Risk Map Andorra es troba entre els països més segurs del món. El Principat és al mateix nivell que Islàndia, Noruega, Finlàndia, Dinamarca, Suïssa, Luxemburg i Eslovènia.

## Història
L'any 1931 els veguers van crear el Servei d'Ordre, compost inicialment per un cap i sis agents. Aquest cos tenia com a missions essencials el manteniment de l'ordre públic en general, auxiliar els batlles en la fase preparatòria al judici penal i perseguir i detenir els delinqüents.
Anteriorment, la seguretat de les valls anava a càrrec del sometent. Una milícia popular típica de terres catalanes i que encara avui dia pot ser mobilitzada, si s'escaigués i en casos excepcionals, i sempre que no hi hagués suficient nombre de policies.
El Cos de Policia va estar a les ordres dels veguers i dels batlles fins a l'entrada en vigor de la Constitució d'Andorra l'any 1993, en què va passar a dependre del M.I. Govern, vetllant per la seguretat ciutadana, la protecció de les persones i dels béns. No obstant això, en matèria judicial, la policia actua sota les ordres de la justícia i del Ministeri Fiscal.
El Cos de Policia, és una estructura d'estat bàsica i, com en qualsevol policia del món, està format per personal policíac, i per personal administratiu i tècnic, que vetllen per la seguretat del Principat amb el deure de garantir les llibertats, i els drets individuals i col·lectius dels ciutadans del país.

## Escut, himne i patrona[3]
- L'escut

L'escut consta principalment d'uns emblemes centrals, que són dues branques de llorer envoltant un llibre i sobre aquests una espasa. L'espasa simbolitza La Força, el llibre La Llei i les branques de llorer La Puresa i La Llibertat.
- L'himne

L'himne de la Policia va ser estrenat amb motiu de la celebració de la Patrona el dia 24 de maig del 1994. El seu compositor és el capità de la Guardia Civil Sr. Agustín Díez Guerrero, i està interpretat per la banda de música del Colegio de Guardias Jóvenes de la Guardia Civil de Valdemoro, Espanya.
L'any 2008 a proposta del director del Cos i amb l'acord del M.I. Ministre de Justícia i Interior, es va enregistrar a l'Auditori Nacional d'Andorra una nova versió de l'himne mitjançant l'Orquestra Nacional Clàssica d'Andorra (ONCA).
- La patrona

Des de 1986, la Patrona del Cos de Policia és la Verge Santa Maria Auxiliadora.

## Estructura
Estructura:
Direcció
El cos de policia té com a responsable directe un director, auxiliat per dos directors adjunts.
El director del Cos de Policia, i per la seva delegació expressa els directors adjunts, exerceix la representació legal del Cos a tots els efectes, inclosa la facultat d'emprendre accions legals en nom del Cos i de representar-lo en els actes oficials i en els organismes internacionals. La plaça del lloc de treball de director és proveïda mitjançant lliure designació entre funcionaris de nacionalitat andorrana que siguin titulars de les places dels llocs de treball que estiguin incloses en el grup A o en el grup B del sistema de classificació de l'administració general, o bé en les escales intermèdia, executiva o superior del Cos de Policia.
Es pot designar com a director del Cos de Policia una persona que no sigui funcionària, de nacionalitat andorrana, com a personal de relació especial regulat en la Llei de la funció pública.
La plaça del lloc de treball de director adjunt és proveïda mitjançant lliure designació entre funcionaris de nacionalitat andorrana que siguin titulars de les places dels llocs de treball incloses en l'escala intermèdia, executiva o superior del Cos de Policia.
El Director i els Directors Adjunts són nomenats i destituïts lliurement pel M. I. Govern a proposta del Ministre titular d'Interior.
D'altra banda, la Direcció del Cos de Policia hi trobem també el gabinet Jurídic, l'Oficina de Cooperació Policial Internacional (OCN Interpol), els Serveis Pressupostaris, el Grup de Protocol i Comunicació i la Secretaria de Direcció i Serveis Generals Administratius.
L'Oficina de Cooperació Policial Internacional engloba l'OCN, Oficina Central Nacional d'Interpol Andorra. Es tracta de l'òrgan de representació al Principat de l'Organització Internacional de Policia Criminal, l'OCN, està equipada amb la darrera generació de mitjans de transmissió i intercanvi d'informació, amb accés a les bases de dades de persones i vehicles recercats a nivell internacional. Per mitjà d'aquesta xarxa està en contacte amb la Secretaria General de l'OIPC-Interpol a Lió i amb la resta d'OCN del món.
Les Àrees

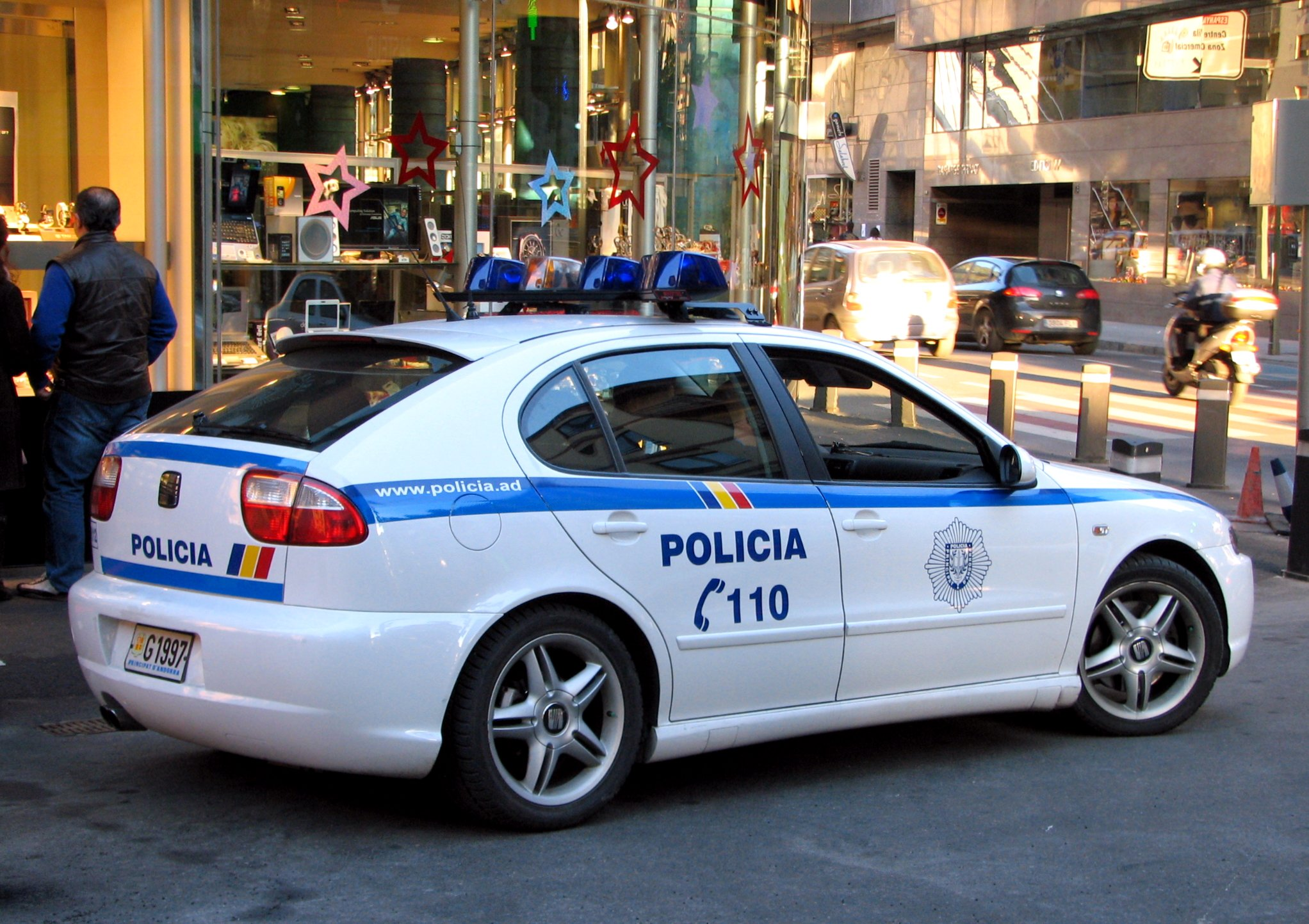
Vehicle policial

Les àrees són organismes del cos amb les que s'estructura i porta a terme els diferents serveis i missions a realitzar pel que fa referència a la seguretat de l'Estat. N'hi ha quatre:
- Àrea de Seguretat Ciutadana i Grups d'Intervenció Tècnica
- Àrea de Policia Judicial i Investigació Criminal
- Àrea Seguretat Viària, Fronteres i Estrangeria
- Àrea de Policia Administrativa i Suport

Cal tenir en compte que cada àrea pot estar subdividida en unitats o en departaments. Les unitats al seu torn estan constituïdes per grups, subgrups o seccions.

### Àrea de Seguretat Ciutadana i Grups d'Intervenció Tècnica
Està constituïda per patrulles uniformades i garanteix la seguretat i l'atenció ciutadana immediata en tots els aspectes més evidents i propers al ciutadà. L'Àrea consta de dues Unitats:

#### Unitat de Seguretat Ciutadana
A través de les seves patrulles en cotxe i a peu, constitueix una policia de proximitat destinada a la prevenció dels delictes, al manteniment de l'ordre públic i de la tranquil·litat a nivell nacional. Així mateix està encarregada de la seguretat en edificis oficials. Des del Despatx Central de Policia, és responsable de la Sala d'Informació i Comandament, des d'on es reben les demandes del ciutadà i es coordinen els serveis exteriors. Atén també la seguretat de l'edifici i la vigilància i custòdia de les persones detingudes, així com l'atenció personalitzada a les necessitats, demandes i requeriments del ciutadà, i les tasques administratives necessàries de recepció i tramitació de documentació.
Engloba també diferents Subgrups de Seguretat Ciutadana repartits pel territori de Canillo/Encamp, Ordino/la Massana, Sant Julià de Lòria i el del Pas de la Casa, on realitzen la missió i la tasca de cobrir la major part de les necessitats policíaques dels ciutadans i els turistes del territori.

#### Unitat d'Intervenció Tècnica
Són unitats que actuen per donar resposta a situacions concretes, on es necessiten policies especialitzats i que donen suport tècnic. Engloba el Grup d'Intervenció (GIPA), Tedax-NRBQ, el Grup de Manteniment de l'Ordre Públic i Protecció de Personalitats, el Grup de Muntanya, Grup de Guies Canins i Grup d'Armes i Seguretat Privada.

### Àrea de Policia Judicial i Investigació Criminal
És una àrea específicament formada i amb competències en matèria de Policia Judicial. Els seus components treballen de paisà, i efectuen investigacions destinades a la prevenció i/o a la repressió dels delictes, i a les investigacions relacionades bàsicament amb denúncies. Formen part d'aquesta Àrea el Grup d'Anàlisi Operativa i Mitjans Tècnics d'Investigació. L'àrea consta a més de tres unitats:

#### Unitat d'Investigació General i Tècnica
Depenen d'aquesta Unitat els Grups següents:
- Grup d'Investigació Criminal General
- Grup d'Anàlisi Operativa i Mitjans Tècnics d'Investigació
- Grup de Delictes Tecnològics
- Grup d'Identitat Judicial

#### Unitat d'Investigació Operativa
- Grup de Delictes Contra el Patrimoni
- Grup de Delictes Contra la Salut Pública
- Grup de Delictes Contra les Persones

#### Unitat d'Investigació Econòmico-Financera
- Grup de Delictes de Blanqueig de Diners o Valors
- Grup de Delictes Contra l'Ordre Socioeconòmic
- Grup de Jocs d'Atzar

### Àrea de Seguretat Viària, Fronteres i Estrangeria
En formen part dues Unitats:
- Unitat de Seguretat Viària
- Unitat de Fronteres i Estrangeria

#### Unitat de Fronteres i Estrangeria
Engloba els tres grups següents:
- Grup de Fronteres: Té com a missió pròpia la vigilància als punts fronterers tant pel que fa al control de les persones i vehicles com al de les mercaderies il·lícites.
- Grup d'immigració: S'encarrega dels controls interns vinculats a les situacions irregulars de residència i de treball clandestí i gestiona els expedients d'expulsió.
- Grup d'Antifrau: Lluita contra els delictes econòmics transfronterers.

#### Unitat de Seguretat Viària
Està formada pel Grup d'Investigació d'Accidents de Trànsit: Realitza tots els atestats judicials d'accidents de circulació i pel Grup de Motoristes que vetlla per la seguretat viària en les diferents carreteres del país.

### Àrea de Policia Administrativa i Suport
És l'Àrea que dona suport administratiu i tècnic a les altres Àrees, així com la gestió i manteniment de les diferents dependències. Els diferents Grups adscrits a dues Unitats, elaboren i executen els plans de formació inicial i continuada dels funcionaris del Cos, tramiten i realitzen els procediments d'expedients administratius, assessoren a la Direcció i a les Àrees en matèria jurídica, participen en la formació inicial i continuada dels funcionaris en matèria penal o donen suport informàtic.
- Unitat de Policia Administrativa i Suport I

- Grup del Centre de Processament de Dades Policials i Digitalització
- Grup de Formació
- Grup de Recursos Humans
- Unitat de Policia Administrativa i Suport II

- Secció d'Informàtica
- Secció d'Intendència i Manteniment
- Secció d'Execució de Sancions
- Secció de Prevenció i Orientació Social

## Rangs

### Graus policials
| Escala                   | Superior   | Superior        | Executiva | Executiva            | Intermèdia    | Intermèdia | Intermèdia             | Bàsica           | Bàsica | Bàsica |
| ------------------------ | ---------- | --------------- | --------- | -------------------- | ------------- | ---------- | ---------------------- | ---------------- | ------ | ------ |
| Cos de Policia d'Andorra |            |                 |           |                      |               |            |                        |                  |        |        |
| Commissari major         | Commissari | Inspector major | Inspector | Sergent major primer | Sergent major | Sergent    | Agent major de policia | Agent de policia |        |        |

### Funcions policials
- Director adjunt
- Director